# Gino Fornaciari
Gino Fornaciari (Viareggio, 7 agosto 1945) è un patologo italiano.
Considerato fra i fondatori della moderna paleopatologia in Italia, è noto a livello internazionale per gli studi condotti sulle mummie e sui corpi di molti personaggi storici.

## Biografia
Già da studente di scuola media, nel 1957-58, Gino Fornaciari ebbe modo di conoscere e frequentare, nella sua villa di Viareggio, il Prof. Gian Alberto Blanc (1878-1966), famoso paletnologo, che lo incoraggiò ad intraprendere gli studi di preistoria. Su suo consiglio, nel 1959 fondò, con la direzione scientifica del Prof. Antonio Mario Radmilli dell’Università di Pisa, il Comitato di Ricerche Preistoriche di Viareggio, confluito nel 1964 nel Gruppo di Ricerche Preistoriche ed Archeologiche “Alberto Carlo Blanc”, che dette inizio ad una intensa attività di ricerche sul campo perdurate fino al 1974. 
Gino Fornaciari si laurea nel 1971 in Medicina e Chirurgia all'Università di Pisa ed entra nell'Istituto di Anatomia Patologica nel 1969 come studente interno ed allievo di Francesco Squartini, oltre che di Antonio Mario Radmilli e di Raffaello Parenti dell'Istituto di Antropologia e Paleontologia umana, dove inizia la sua carriera accademica, che si concluderà nel 2015.
Ancora studente universitario, nel 1965-'68 effettuò, sempre sotto la direzione del Prof. Antonio Mario Radmilli, numerose campagne di scavo nella valletta del torrente Ritomboli, presso Piano di Mommio di Massarosa, individuando diverse grotte sepolcrali eneolitiche degli inizi del III millennio a.C. e gli importantissimi giacimenti della Buca della Iena e della Grotta del Capriolo, frequentate dall’uomo di Neanderthal nel corso del Paleolitico medio, oltre 35.000 anni fa. Attualmente questo complesso di grotte costituisce il Parco Archeologico Naturalistico "Buca delle Fate", gestito dal comune di Massarosa. Nel 1969-'70, sotto la direzione del Prof. Mauro Cristofani della Soprintendenza Archeologica per la Toscana, scoprì e scavò il villaggio di San Rocchino, in comune di Massarosa (Lucca), una base commerciale etrusca sviluppatasi nell'entroterra di Viareggio dal VII al III secolo a.C.
Dopo una breve esperienza universitaria come assistente nell’Istituto di Anatomia Patologica dell’Università di Pisa nel 1971-72 e nel Reparto di Chirurgia dell’Ospedale Civile "Giuseppe Tabarracci" di Viareggio nel 1973-74, nel 1974 ebbe l’incarico di Medico condotto di Torre del Lago Puccini fino al 1979, dove esercitò la professione di medico di base per tutti gli anni ’80, pur continuando a frequentare l’Istituto di Anatomia patologica dell’Università di Pisa, dove tenne diversi corsi. L’esperienza a Torre del Lago si rivelò fondamentale per la sua formazione clinica e professionale, in quanto lo mise in contatto con la patologia di una popolazione che stava rapidamente cambiando da un ambiente rurale a quello turistico-balneare. 
Nel 1992, in seguito concorso nazionale, fu chiamato alla cattedra di Professore Associato di Anatomia patologica presso l’Università di Pisa, insegnamento che tenne fino al 2003, quando, pur continuando l’attività ospedaliera di Aiuto anatomopatologo, ricoprì la cattedra di Professore Ordinario di Storia della Medicina che tenne fino al pensionamento.
Dopo il pensionamento nel 2015, ha continuato a tenere il corso di Archeologia funeraria della Scuola di Specializzazione in Beni Archeologici, presso il Dipartimento di Civiltà e Forme del Sapere dell'Università di Pisa.
Nel gennaio 2022 il Prof. Fornaciari ha assunto la Presidenza dell'Accademia Maria Luisa di Borbone, un ente culturale con una Scuola di Alti Studi che organizza Master di I e II livello in discipline storiche, riconosciuti dal MIUR (Ministero dell'Università e della Ricerca Scientifica), con sede nella Villa Borbone di Viareggio.
Il Prof. Fornaciari iniziò i propri studi negli anni ’70 seguendo gli indirizzi dell’antropologo americano John Lawrence Angel (1915-1986), uno dei massimi esponenti dell’antropologia biologica, la disciplina che univa i dati culturali e quelli biologici nell’interpretazione dei resti umani del passato. Negli anni ’80, seguendo la teoria della Patocenosi formulata da Mirko Grmek (1924-2000), secondo la quale le malattie costituiscono parte integrante e fondamentale dell'ecosistema umano, diede inizio ad innovative ricerche di paleopatologia e di bioarcheologia, in base ai principi dell'Archeologia Processuale (o New Archaeology) di Lewis Binford (1930-2011). Dal punto di vista epistemologico, dopo un periodo giovanile neo-evoluzionista in cui fu influenzato dalle teorie finalistiche cattoliche di Pierre Teilhard de Chardin (1881-1955) e in seguito di Jacques Monod (1910-1976), successivamente si avvicinò alle posizioni di Ludwig Wittgenstein (1889-1951), di Bertrand Russell (1872-1970) e di altri filosofi scienziati neopositivisti della prima metà del secolo scorso, e infine a Karl Popper (1902-1994).
Nel 1994 istituì a Pisa il primo corso di perfezionamento in paleopatologia in Italia e nel 2004 ha fondato e diretto la Divisione di Paleopatologia dell'Università di Pisa, di cui è ancora il responsabile scientifico. All'interno dell'ateneo pisano ha ricoperto anche le cariche di direttore del Museo di Anatomia Patologica e di coordinatore del Polo Museale storico del Sistema Museale d'Ateneo. 
Dal 2004 al 2008, Gino Fornaciari è stato direttore scientifico del Progetto Medici, nel corso quale sono state esplorate le tombe granducali nelle Cappelle medicee della Basilica di San Lorenzo a Firenze per uno studio paleopatologico completo della famiglia dei Medici nel periodo del Principato.
L’11 novembre 2006 ha tenuto, presso il Cosmos Club di Washington DC, la prestigiosa Stowell Lecture, su invito dell'Armed Forces Institute of Pathology (AFIP). Nel luglio 2013 le rivista Smithsonian Magazine dello Smithsonian Institution di Washington, gli ha dedicato un lungo editoriale dal titolo "CSI: Italian Renaissance - Inside a lab in Pisa, forensics pathologist Gino Fornaciari and his team investigate 500-year-old cold cases", mentre nello stesso anno la rivista Science ha dedicato la copertina e un editoriale, dal titolo "Reading the Bones" (Leggendo le ossa), alle attività di ricerca condotte dal professore e dal suo gruppo presso il cimitero medievale dell'abbazia di S. Pietro di Badia Pozzeveri.
Dal 2009 insieme alle Università di Bologna e di Milano, ha organizzato il primo master italiano in Bioarcheologia, Paleopatologia e Antropologia forense.  
Dal 2011 al 2015 è stato co-direttore, insieme all’antropologo Clark Spencer Larsen della Ohio State University, della Field School Pozzeveri in Medieval Archaeology and Bioarchaeology e, dal 2014 al 2015, Direttore della Summer School in Osteoarchaeology and Paleopathology, due scuole internazionali per studenti e dottorandi italiani e stranieri. 
Nel 2014 è stato fra i fondatori, ed è attualmente membro della Giunta direttiva, del Centro Studi Antropologici, Paleopatologici e Storici dei Popoli della Sardegna e del Bacino del Mediterraneo, presso il Dipartimento di Scienze Biomediche dell'Università di Sassari. 
Nel 2025 è stato nominato membro del Comitato  tecnico scientifico del Centro di Ricerche e Studi in Paleopatologia - Medicina Evoluzionistica e Antropologia Medica "Livia Paleolab" di Forlì.
Gino Fornaciari è stato associate editor dell'International Journal of Paleopathology, rivista ufficiale della Paleopathology Association, ed è tuttora direttore della Collana di Storia della medicina "Teodorico Borgognoni" dell'Accademia Maria Luisa di Borbone, membro del comitato editoriale di Genes, rivista di genetica molecolare, di Acta Medico-Historica Adriatica, rivista Croata, di Romanian Journal of Legal Medicine, rivista Romena, di Medicina nei Secoli, rivista di Storia della Medicina, di Studia Borbonica, rivista di Storia moderna e contemporanea, del Journal of Paleopathology, di Archeologia Postmedievale, di Archeologia Viva, di Paralleli e Meridiani e della Rivista di Storia della Tanatologia.

## Attività scientifica
L'attività scientifiche di Gino Fornaciari si è focalizzata, oltre che sulla anatomia patologica e sulla paleopatologia classica, sulla ricerca e studio e di antichi agenti batterici e virali, in molti casi provenienti da reperti mummificati.
Come anatomopatologo negli anni ’90 ha studiato, in collaborazione con i gruppi di studio del compianto Prof. Franco Mosca e del Prof. Generoso Bevilaccqua, il cancro del pancreas, un tumore maligno tuttora a prognosi infausta, tipizzandolo dal punto di vista istologico, immunoistochimico e molecolare (DNA) e producendo oltre trenta pubblicazioni su riviste scientifiche internazionali. 
Negli anni '80 ha diretto l’esplorazione delle tombe e lo studio paleopatologico dei corpi dei sovrani e dei nobili della Dinastia aragonese di Napoli (secoli XV e XVI), nella Sacrestia di San Domenico Maggiore della Basilica omonima. 
Nel gennaio del 1981 Gino Fornaciari fece parte, in qualità di perito medico, della Commissione Pontificia per la ricognizione del corpo di Sant'Antonio di Padova, di cui effettuò lo studio paleopatologico e radiologico, eseguendo le uniche radiografie che possediamo del Santo. 
Nel maggio del 1984 ha fatto parte, in qualità di perito medico e presidente del comitato tecnico-scientifico, della Commissione Pontificia per la ricognizione del corpo di Gregorio VII (ca.1015-1085) nella cattedrale di Salerno, pubblicando il primo studio bioarcheologico completo di un personaggio storico in Italia. 
Nell'ottobre del 1988, su incarico dell'Arcivescovo di Lucca Mons. Giuliano Agresti, effettuò la ricognizione e lo studio bioarcheologico del corpo di Santa Zita (1218-1278), esposto al culto nella Basilica di S. Frediano di Lucca. 
Nel 1998-2000 Gino Fornaciari è stato responsabile dell’Unità di Paleopatologia dell’università di Pisa del Progetto Anubis, Il progetto, dal significativo titolo “Illness, health and socioeconomic conditions in the ancient Egypt. A multidisciplinary project”, fu diretto dalla grande egittologa Edda Bresciani e comportò lo studio radiologico e paleopatologico delle mummie egizie conservate nei musei italiani. 
Nel 1996 dimostrò la mutazione dell'oncogene K-RAS nel tumore che nel 1494 uccise Ferdinando I di Napoli, scoperta che costituisce tuttora un vero e proprio unicum in paleopatologia; nel 1999, individuò per primo in una mummia Inca del XIV secolo, il protozoo parassita Trypanosoma cruzi, agente eziologico della malattia di Chagas. Nel 2003 ha amplificato e sequenziato, per la prima volta in una mummia, quella di Maria d'Aragona, figlia di Ferdinando d'Aragona, duca di Montalto, il virus del papilloma umano (HPV). Nel 2015, in collaborazione con il Center for Applications in Biotechnology della California Polytechnic State University, ha dimostrato la presenza di resistenza agli antibiotici in una mummia precolombiana dell'XI secolo. Nel 2018, in collaborazione con l’Ancient DNA Centre della McMaster University di Hamilton in Canada, ha sequenziato completamente il virus dell’epatite B in una mummia del XVI secolo. Nel 2019 ha diagnosticato un adenocarcinoma invasivo, trattato con zucchero di Saturno (acetato di piombo), nella mummia di Luigi Carafa della Stadera, II principe di Stigliano (1511-1576), aprendo una nuova strada allo studio dei tumori antichi e, in collaborazione con il gruppo di Silvia Pellegrini dell'Università di Pisa, ha scoperto la presenza di una mutazione del gene della monoamino ossidasi A (MAOA), nota come "gene dell'aggressività", nel condottiero rinascimentale Giovanni dalle Bande Nere (1498–1526). Nel 2020, in collaborazione con il gruppo di Generoso Bevilacqua, ha identificato un virus umano sconosciuto, un betaretrovirus molto simile all’MMTV (Mouse Mammary Tumor Virus) legato al cancro della mammella umana, in resti umani dell’Età del Rame di 4.500 anni fa e del Rinascimento. Nel 2022, sempre in collaborazione con l’Ancient DNA Centre della McMaster University di Hamilton in Canada diretto da Hendrik Poinar, è stato sequenziato per la prima volta al mondo un antico ceppo di Escherichia coli in una mummia del XVI secolo, apprendo la strada allo studio dell'evoluzione dei cosiddetti germi opportunisti che, in particolari condizioni di deficit immunologico, purtroppo comuni nelle popolazioni del passato, potevano trasformarsi in veri e propri agenti patogeni. Nel 2023 ha confermato, tramite le metastasi scheletriche, due casi nosografici di cancro della mammella in due nobildonne della serie della Basilica di San Domenico Maggiore a Napoli, vissute nella prima metà del XVII secolo. Su un totale di diciotto individui adulti di classe aristocratica, ben cinque (pari al 28%) morirono in seguito a tumori maligni, con una incidenza molto simile a quella occidentale attuale. Nel luglio del 2023, sempre in collaborazione con Hendrik Poinar della McMaster University di Hamilton in Canada, è stato completamente sequenziato il genoma di un ceppo di Brucella melitensis datato al XIV secolo, aprendo nuove strade alla filogenesi di questo importante agente patogeno, endemico nelle comunità pastorali del passato. Nel maggio del 2024, in collaborazione con un gruppo di studio diretto da Giorgio Manzi del Dipartimento di Biologia Ambientale dell’Università "La Sapienza” di Roma ha pubblicato il femore del più antico ominide fossile in Italia, datato a 661.000-614.000 anni fa, affetto da periostite, confermando la diagnosi del 1991. Nel gennaio 2025 ha pubblicato un volume monografico di 600 pagine su "Le sepolture aristocratiche della Sacrestia di San Domenico Maggiore a Napoli (secoli XV-XVIII)" nella Collana di Archeologia Postmedievale.

## Pubblicazioni
É autore di oltre 700 pubblicazioni, in genere su riviste internazionali, comprendenti articoli, saggi, atti congressuali, volumi monografici e manuali, reperibili in: 
- https://www.scopus.com/authid/detail.uri?authorId=7005123747
- https://arpi.unipi.it/simple-search?query=gino+fornaciari
- https://orcid.org/0000-0002-1334-1707
- https://pisa.academia.edu/GFornaciari
- https://www.researchgate.net/profile/Gino-Fornaciari

## Premi e riconoscimenti
- Viareggino dell'Anno 1987: nomina del Comune di Viareggio su proposta dell'Associazione culturale "Salmaso Pipa Club", per le importanti scoperte scientifiche di quegli anni
- Citation of Excellence in Design for Scientific Exhibit: “CT virtual endoscopy of a Renaissance mummy from central Italy”, Radiological Society of North America, 84th Scientific Assembly, Chicago: November 29 - December 4, 1998
- Primer Premio Sobre Investigation: “La Dama de los Encajes”, Sociedad Iberoamericana de Endoscopia Ginecologica e Imagenes, Siviglia (Espana), VI Congreso, 11-16 ottobre 1999